# Ralf Stegner
Ralf Stegner, né le 2 octobre 1959 à Bad Dürkheim, est un homme politique allemand membre du Parti social-démocrate d'Allemagne (SPD), dont il préside la fédération dans le Land du Schleswig-Holstein.
Il est nommé secrétaire d'État au ministère régional du Travail du Schleswig-Holstein en 1996, et passe en 1998 au ministère régional de l'Éducation, avant de devenir ministre des Finances cinq ans plus tard, dans la coalition rouge-verte d'Heide Simonis. Lorsque celle-ci cède sa place à Peter Harry Carstensen en 2005, il est choisi comme ministre de l'Intérieur dans la nouvelle grande coalition, mais démissionne en 2008 afin de présider le groupe SPD au Landtag, un an après avoir été élu à la tête de la fédération régionale du parti. En 2009, il mène la campagne sociale-démocrate pour les élections régionales et obtient le plus mauvais score de son histoire. Il prend toutefois la tête de l'opposition à la nouvelle coalition noire-jaune de Carstensen.

## Éléments personnels

### Formation et carrière
Après avoir passé son Abitur en 1978, il effectue des études supérieures de sciences politiques, d'histoire et d'allemand à l'université de Fribourg-en-Brisgau entre 1980 et 1987. Durant ce cursus, il part étudier un an à l'université d'Oregon, de 1984 et 1985. Il quitte l'Allemagne en 1987 pour poursuivre ses études à l'université Harvard, grâce à une bourse d'études, où il obtient un master of public administration de la Kennedy School of Government deux ans plus tard.
En 1990, il est engagé comme secrétaire pour la presse et les relations publiques au sein du ministère du Travail, des Affaires sociales, de la Jeunesse et de la Santé du Land du Schleswig-Holstein, obtenant en 1992 un doctorat de l'université de Hambourg. Il est promu chef de cabinet de la ministre des Affaires sociales en 1994, un poste auquel il renonce au bout de deux ans.

### Vie privée
Il est marié, père de trois fils, et de confession protestante.

## Parcours politique

### Au sein du SPD

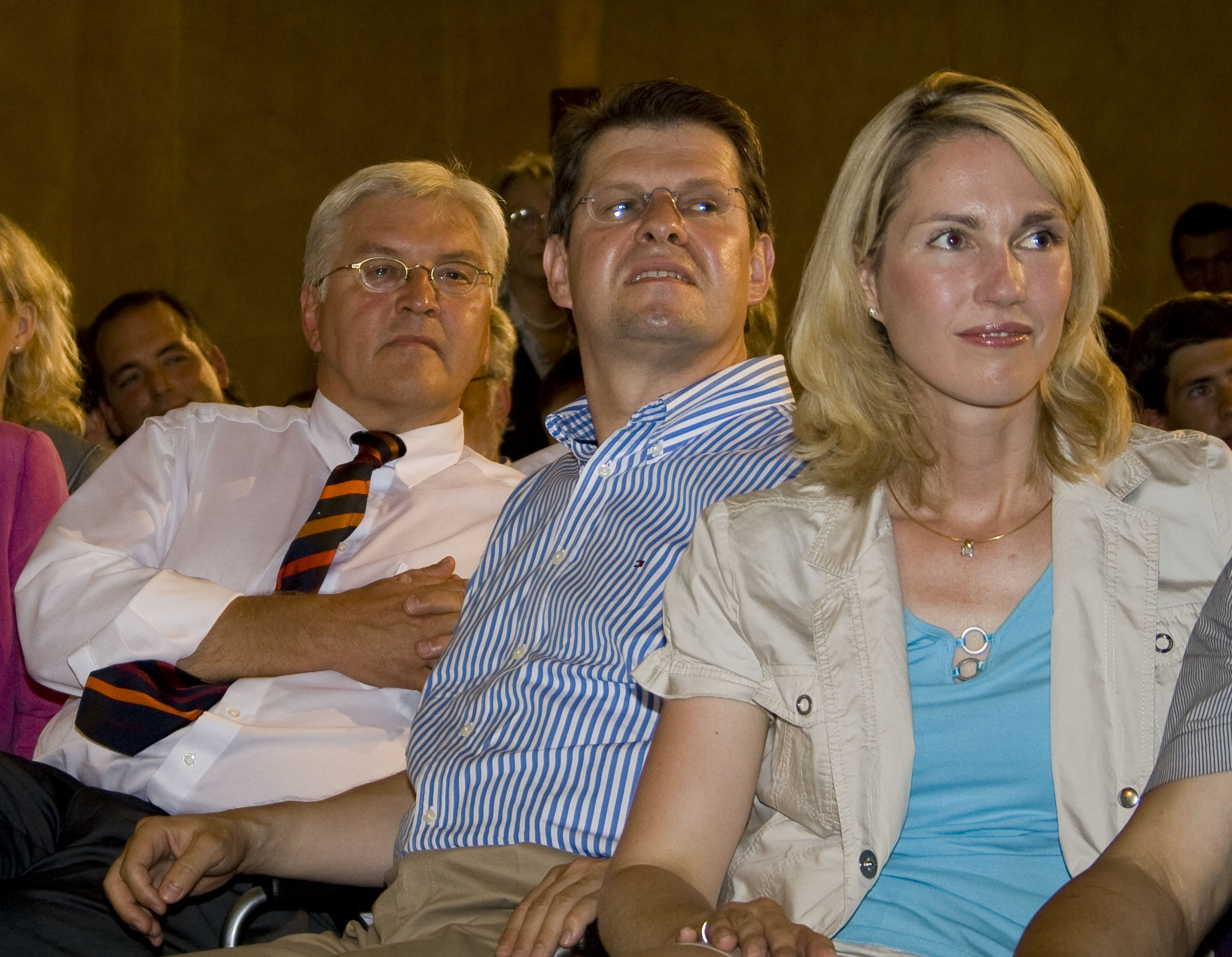
Ralf Stegner (centre) avec Frank-Walter Steinmeier (gauche) et Manuela Schwesig (droite) en campagne pour les élections fédérales allemandes de 2009.

Il adhère au Parti social-démocrate d'Allemagne (SPD) en 1982, et en devient vice-président dans l'arrondissement de Rendsburg-Eckernförde pour quatre ans à partir de 1998.
Élu membre du comité directeur régional dans le Schleswig-Holstein et du comité directeur fédéral en 2005, Ralf Stegner est désigné président régional du SPD lors du congrès du 24 mars 2007, et intègre aussitôt la présidence fédérale du parti.

### Secrétaire d'État
En 1996, il est nommé secrétaire d'État au sein du ministère du Travail, des Affaires sociales, de la Jeunesse et de la Santé à la suite de la formation d'une coalition rouge-verte par la ministre-présidente sociale-démocrate Heide Simonis. Il change de département deux ans plus tard, lorsqu'il est choisi comme secrétaire d'État du ministère de l'Éducation, de la Science, de la Recherche et de la Culture.

### Ministre de Simonis, puis de Carstensen
Il devient ministre des Finances et de l'Énergie du Schleswig-Holstein le 28 février 2003 et se profile alors comme un possible successeur de Heide Simonis. À la suite de la défaite de la coalition aux élections régionales du 20 février 2005 et de l'impossibilité pour le chrétien-démocrate Peter Harry Carstensen de former une coalition noire-jaune, la CDU et le SPD s'associent dans une grande coalition dirigée par Carstensen et dans laquelle Ralf Stegner occupe le poste de ministre de l'Intérieur, à partir du 27 avril 2005.

### Des relations tendues avec le ministre-président
Le ministre-président et la CDU l'accusant de ne pas avoir respecté, à plusieurs reprises, l'accord de coalition, et exigeant sa démission du gouvernement, il renonce à son portefeuille ministériel le 15 janvier 2008, se faisant désigner président du groupe SPD au Landtag et chef de file social-démocrate pour les élections régionales de 2010 dans la foulée. Son départ contribue à apaiser pour un temps le climat au sein de l'alliance au pouvoir, mais celui-ci se dégrade de nouveau en juillet 2009, lorsque Carstensen répète ses accusations contre Stegner, tandis que ce dernier accuse le chef du gouvernement régional d'avoir menti à propos de l'attributions de « bonus » au sein de la HSH Nordbank, banque publique récemment recapitalisée par Hambourg et le Schleswig-Holstein. Il s'oppose ensuite à la volonté de la CDU de dissoudre le Landtag, ce qui conduit au renvoi des ministres du SPD le 21 juillet et à la perte, volontaire, d'une question de confiance deux jours plus tard par Peter Harry Carstensen.

### À partir de 2009
À la suite de cet événement, des élections anticipées sont convoquées le 27 septembre 2009, pour lesquels il mène, face à Carstensen, la campagne sociale-démocrate. Le jour du scrutin, le SPD obtient 25,4 % des voix, en chute de 13,3 points par rapport à 2005, soit le plus mauvais score de son histoire régionale, tandis que la CDU et le FDP parviennent de justesse à obtenir la majorité absolue pour former une coalition noire-jaune. Stegner assume alors la responsabilité de sa défaite mais conserve la présidence du groupe, étant réélu avec 20 voix sur 25, soit 80 % des suffrages.
Lorsque la Cour constitutionnelle du Land, déclarant la loi électorale contraire à la Constitution, ordonne, le 30 août 2010, que des élections anticipées soient convoquées le 30 septembre 2012 au plus tard, il est de nouveau pressenti comme candidat au poste de ministre-président, mais trois autres membres du parti, dont le bourgmestre de Kiel, Torsten Albig, font part de leur volonté de conduire la campagne sociale-démocrate. Un vote facultatif des adhérents se tient le 26 février 2011 pour les départager, au cours duquel il doit se contenter de 32,1 % des suffrages, contre 57,2 % pour Albig. Reconnaissant être surpris et déçu, il ajoute alors que « la concurrence interne au parti est désormais terminée » tout en restant silencieux sur son propre avenir politique. Le 9 avril suivant, il est réélu président régional du parti avec 63,7 % des voix face à l'ancien ministre de la Justice du Land, Uwe Döring, lors du congrès régional réuni à Husum.

## Controverses
De 2003 à 2008, Stegner est membre du conseil de surveillance de HSH Nordbank en tant que représentant du Land du Schleswig-Holstein. L'activité est rémunérée à 14 375 euros par an, mais il n'était autorisé en tant que ministre à ne garder que 5 550 euros et devait verser le reste au Land de Schleswig-Holstein. N'ayant reçu sa rémunération pour l'année 2007 qu'après sa démission du poste de ministre de l'Intérieur, il a d'abord refusé de verser l'argent au Land. Plus tard, il reconnait une erreur de droit et transféra la somme due.
À la demande du parti politique Alternative pour l'Allemagne (AfD) du Land de Rhénanie-Palatinat, Stegner est interdit en mars 2016 par une injonction préliminaire du tribunal de grande instance de Hambourg, le menaçant d'un montant pouvant aller jusqu'à 250 000 euros, de répéter que l'AfD était « pour la peine de mort pour des hommes politiques démocratiques ».
Stegner cause plusieurs fois par ses contributions sur Twitter des outrages. En 2009, la situation de l'ancienne coalition CDU-SPD dans le Schleswig-Holstein étant déjà tendue, le contenu de l'un de ses messages a pour conséquence que la CDU quelques heures plus tard met fin à la coalition.
En février 2017, il comparait visuellement la directrice des opérations de Facebook, Sheryl Sandberg, à la terroriste néonazie Beate Zschäpe: « Et je pensais que Mme Tschzäpe était en détention. » Plus tard, il s'excusera dans un autre message.
En mai 2025, des rapports sont publiés, révélant sa rencontre avec des membres de haut rang du régime russe de Vladimir Poutine, à Bakou (Azerbaïdjan). Ralf Stegner aurait notamment échangé avec Viktor Zoubkov, personnalité politique de premier plan dans le secteur de l'énergie et proche de Gazprom. Les révélations font polémique dans le contexte de l'invasion russe de l'Ukraine et des tensions entre la Russie et les pays européens.